# San Pedro Tlalcuapan
San Pedro Tlalcuapan es una localidad del municipio de Chiautempan en el estado de Tlaxcala, en México, y tiene una población de 4143 habitantes.

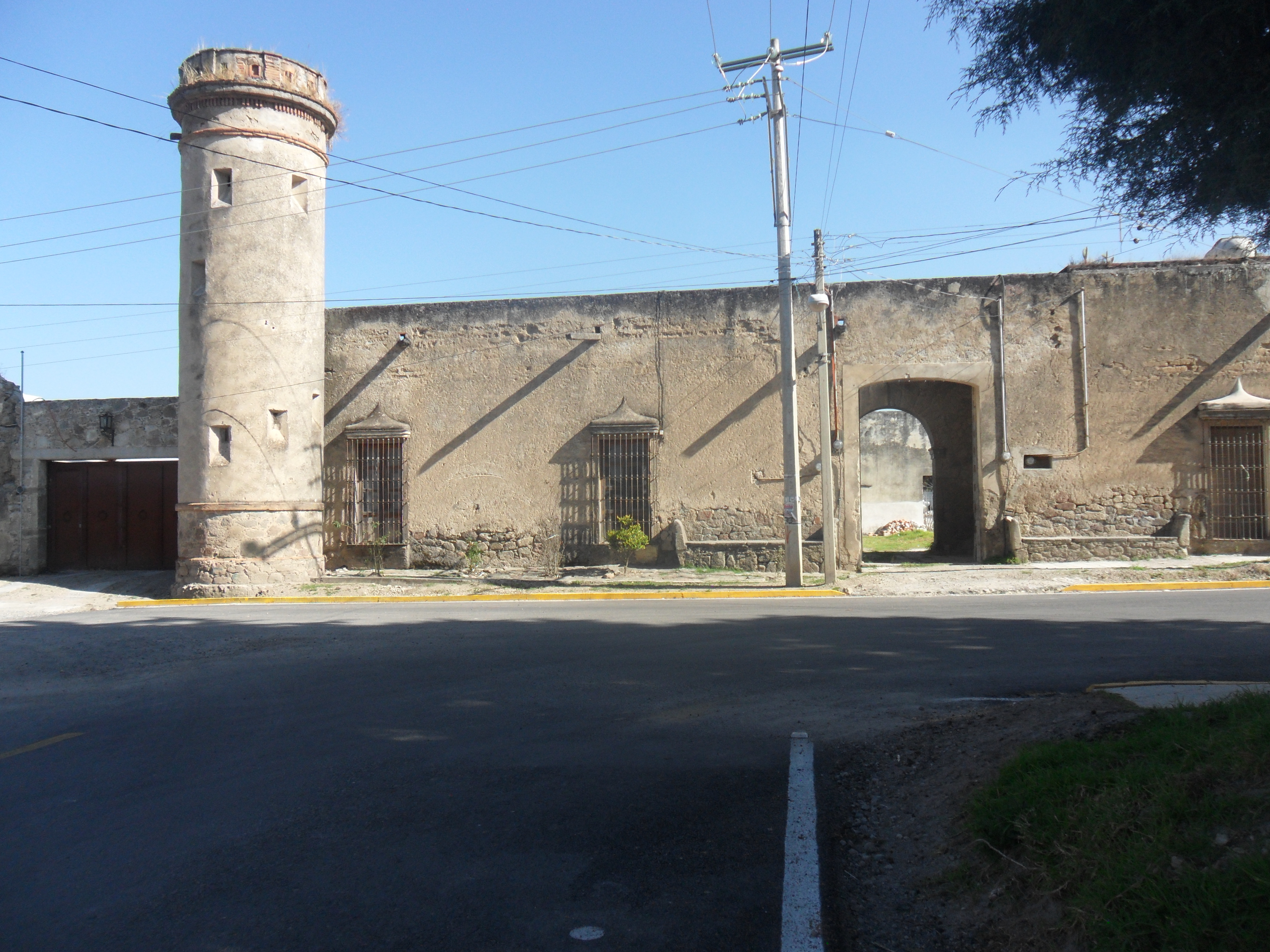
Exrancho San Juan

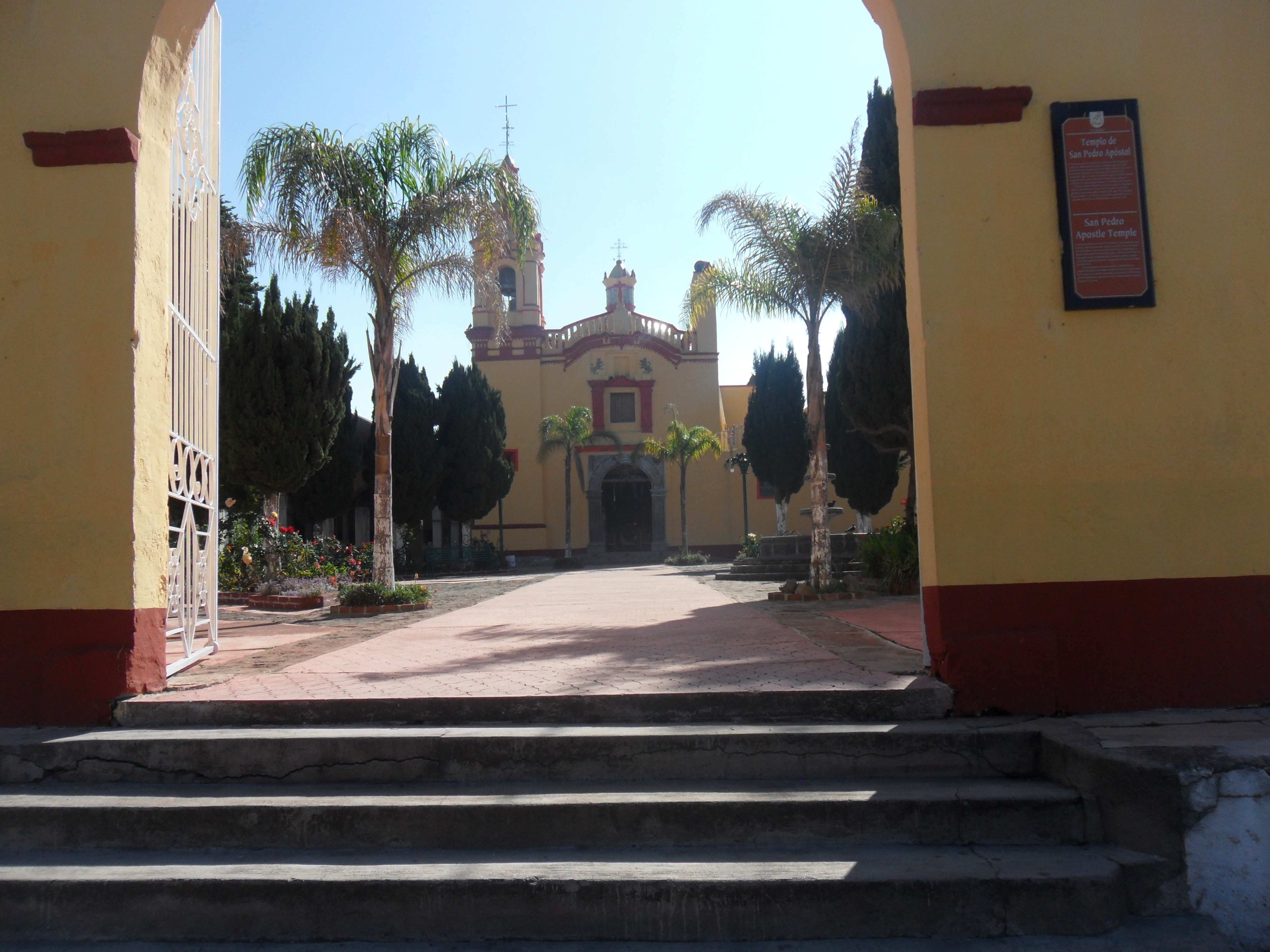
Iglesia San Pedro Apóstol, Tlalcuapan.

## Toponimia
Tlalcuapan, de tlalli: ‘Tierra’, cuaitl: ‘cabeza’, pan: ‘lugar’; ‘en la cabecera de la Tierra’.
Tlalcuapan también podría referirse a tlal: ‘tierra’, coatl: ‘serpiente’ o ‘víboras’.[4] Como tal, la palabra pan no existe en el náhuatl; podría ser pa, que es un adverbio que quiere decir ‘varias veces’. apantli significa ‘mucho’ o ‘gran cantidad’. (Cabe recordar que muchas palabras fueron modificadas por los españoles con el tiempo). Entonces Tlalcuapan podría significar ‘tierra donde abundan (varias o muchas) víboras o serpientes’.

## Ubicación
Se localiza a 19°17′ de latitud norte y 98°09′ de longitud este, a 2460 m s. n. m. (metros sobre el nivel del mar), en el volcán La Malinche.

## Historia
Fundado en octubre de 1533 por el capitán y misionero Diego Martín Tzontlimatzi, fue creado por medio de una cédula real del rey Carlos V como premio a la participación de Tzontlimatzi en la evangelización de las tierras de Yucatán, Tabasco, Zacatecas y Aguascalientes.
Por muchísimos años se le conoció con el nombre de Melendeztla, pues existen muchas personas con el apellido Meléndez. Este apellido nació de los tres hijos bastardos que Diego Martín Tzontlimatl Chichimecatehutli engendró con la señora Elvira Meléndez, mujer de origen español. El nombre de estos fueron Nicolás, Victoriano y Pedro Antonio, quienes formaron el barrio de Melendeztla.
En un principio fue un pueblo compuesto por los barrios de Melendeztla y Muñoztla (esta parte está en disputa entre los pobladores de Tlalcuapan y los de Muñoztla); posteriormente, al segregarse el barrio de Muñoztla hacia 1948, y erigirse en pueblo, queda con el nombre de Tlalcuapan de Bravo.
Durante la Revolución mexicana destaca la participación de Leandro Rosete Tamalatzin, José María Hernández Rivera y Martín Camacho. 
Desde 1975 y a la fecha, los habitantes de esta población han migrado hacia los Estados Unidos, ya sea legal o ilegalmente.
Además, cabe resaltar que esta población tiene grandes raíces indígenas, las cuales continúan intactas, es así que se puede apreciar el famoso baile del Xochipitzahuac, danza que es ejecutada al ocurrir un enlace matrimonial, o también, el habla de la lengua náhuatl en la población.